# دير كيلز

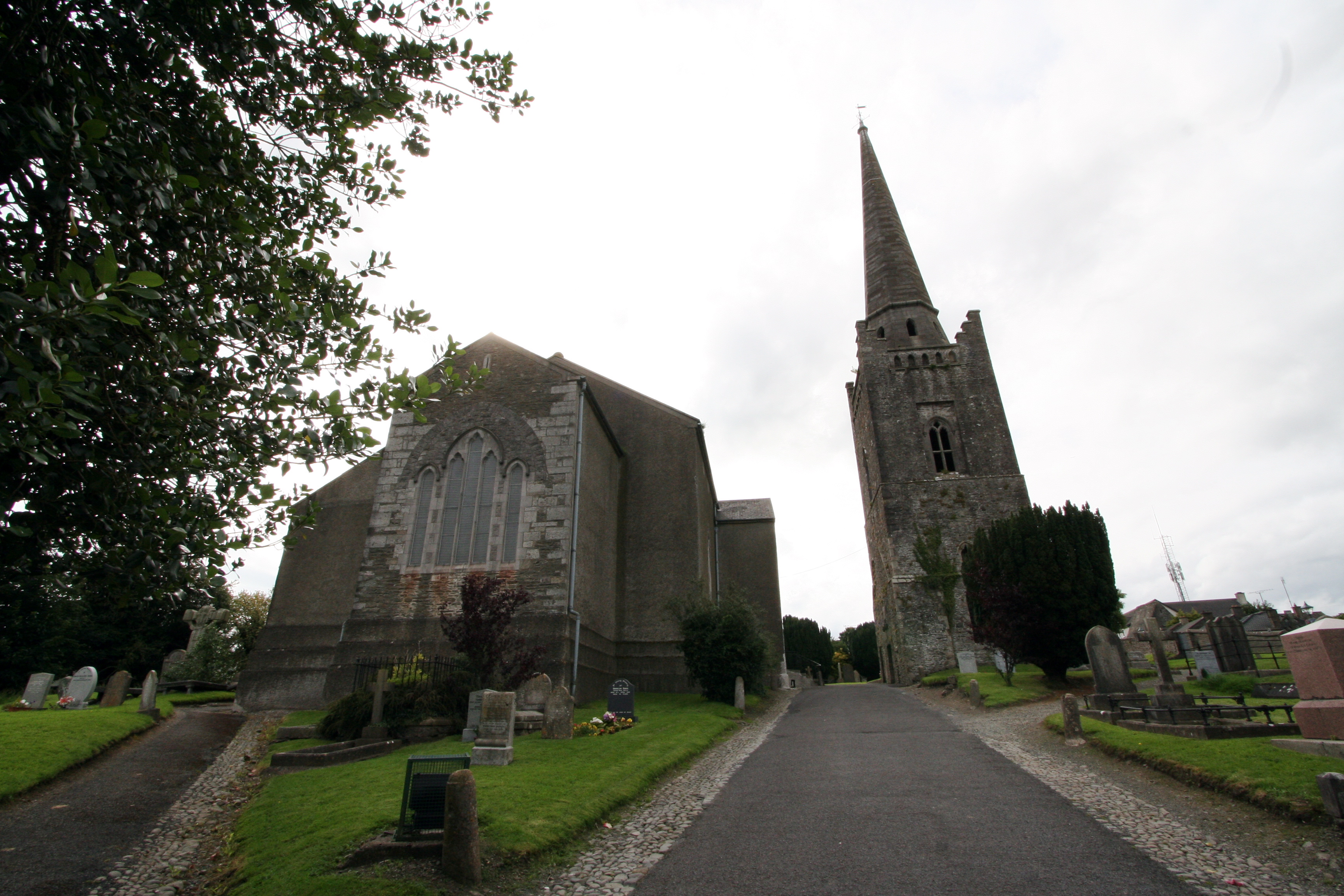

دير كيلز هو دير كان يقع في كيلز، مقاطعة ميث، أيرلندا، يقع على بعد 40 ميل (64 كـم) شمال دبلن. تم تأسيسه في أوائل القرن التاسع، وتم الاحتفاظ بكتاب كيلز هناك خلال فترات العصور الوسطى وأوائل العصر الحديث قبل أن يغادر الدير في النهاية في خمسينيات القرن العشرين. من المفترض أنه تمت كتابة أكثر أجزاء كتاب كيلز هناك، لكن المؤرخين ليسوا متأكدين من التاريخ والظروف الدقيقة لكتابته.

## التاريخ
ورد أن دير كيلز أسسه القديس كولومبا.عام 554، بعد منح الملك ديارويد ماك كارول من تارا الأرض لإنشاء الدير.
تم إعادة بناء الدير بتمويل من إيونا، حيث أخذ المبنى من عام 807 حتى تكريس الكنيسة في عام 814. كان الموقع حصن تل إيرلندي سابق. في عام 814، تقاعد سيلاش، أبوت من أيونا، إلى كيلز، ولكن على عكس ما يُزعم في بعض الأحيان، يتضح من مجلة حوليات أن أيونا ظل المنزل الكولمبي الرئيسي لعدة عقود، على الرغم من خطر الغارات الفايكنج. في عام 878 فقط، كانت الآثار الرئيسية، حيث تم نقل ضريح كولومبا التذكاري في السجلات، إلى أيرلندا، حيث أصبح كيلز منزل كولومبيان الرئيسي الجديد. على الرغم من عدم ذكرها، فقد يكون هذا هو سبب تسمية كتاب كيلز بهذا الاسم.

### قائمة المراجع
- كارول فار، كتاب كلس: وظيفتها وجمهورها ، المكتبة البريطانية 1997 (ردمك 0-7123-0499-1)
- جورج هندرسون، من دورهام إلى كلس: الإنجيل المعزول كتب 650-800 التايمز وهدسون 1987 (ردمك 0-500-23474-4)
- ميفيرت، بول. «كتاب كلس و Iona.» نشرة الفن ، المجلد. 71، رقم 1 (مارس 1989)، ص.   6-19 JSTOR
- السير إدوارد سوليفان، كتاب كيلز براكن 1988 (إعادة طبع طبعة 1920) (ردمك 1-85170-196-6)
- فوربس، أندرو؛ هنلي، ديفيد (2012). صفحات من كتاب Kell s. شيانج ماي: كتب كوجنوسنتى. ASIN: B00AN4JVI0

## روابط خارجية
- موقع جامعة لونغ آيلاند على كتاب كيلز
- التاريخ والبناء والعقدة من كتاب كلس
- مدرسة كيلز - مقال من الموسوعة الكاثوليكية